# خاندان جنبلاط
خاندان جُنبَلاط (عربی: جنبلاط‎، در اصل کردی: جانپۆلاد Canpolad، برگرفته از کوردی «جان‌پۆڵا»،) که همچنین به صورت جُملات و جنبلات نیز نگاشته می‌شود، یک دودمان سیاسی دروزی است.
خاندان جنبلاط، مهم‌ترین خاندان دروزی‌مذهب لبنان، تبار خود را به جان پولاد از کردهای ایوبی حلب می‌رسانند، اما برخی آنان را عباسی‌تبار می‌دانند. این خاندان نقش مهمی در تاریخ سیاسی لبنان ایفا کرده است. در سده‌های میانه، اعضای این خاندان در حکمرانی مناطقی از سوریه و لبنان، از جمله جبل‌لبنان، فعالیت داشتند و همواره با ممالیک، عثمانیان و حکام محلی در تعامل یا تضاد بودند.
جنبلاط‌ها در دوران مختلف، با نفوذ و قدرت خود به مناطق دروزی نشین لبنان مهاجرت کردند و از اوایل قرن هفدهم میلادی، در روستای مختاره مستقر شدند. در قرن نوزدهم و بیستم، افراد مشهوری مانند بشیر جنبلاط و کمال جنبلاط از این خاندان، با سیاست‌های ملی‌گرایانه و حمایت از حقوق دروزیان و فلسطینیان در لبنان شناخته شدند.
کمال جنبلاط، سیاستمدار برجسته، حزب سوسیالیست ترقی‌خواه را تأسیس کرد و نقش مهمی در جنگ داخلی لبنان و دفاع از آرمان‌های ملی و عربی داشت. او در سال ۱۹۷۷ ترور شد و پسرش ولید جنبلاط جانشین او گردید. این خاندان همچنان یکی از خانواده‌های بانفوذ لبنان به‌شمار می‌آید.
رئیس کنونی این خاندان، سیاستمدار باسابقه، ولید جنبلاط است که فرزند و جانشین کمال جنبلاط، یکی از تاثیرگذارترین شخصیت‌های سیاسی لبنان معاصر، می‌باشد. دیگر اعضای این خانواده در زمینه‌های فرهنگی، اقتصادی و اجتماعی لبنان نیز نقش داشته‌اند. خالد جنبلاط، یکی از اقوام دور ولید جنبلاط، وزیر اقتصاد بود و تا زمان مرگش در سال ۱۹۹۳ از سیاستمداران برجسته لبنان به‌شمار می‌رفت. علاوه بر منطقه شوف، این خانواده مالک عمارت‌ها و ویلاهایی در منطقه کلمنسو در بیروت و همچنین در ناحیه شمال غربی صیدا هستند.

## تاریخچه

### خاستگاه
اجماع علمی دربارهٔ خاستگاه خاندان جنبلاط بر مبنای تاریخ‌نگاری طنوس الشدیاق، وقایع‌نگار محلی قرن ۱۹، با برخی تفاوت‌ها استوار است. الشدیاق با استناد به اسناد شجره‌نامه‌ای و روایت‌های شفاهی، که عمدتاً از شیخ خطر تلحوق، رئیس دروزیان نقل شده، اطلاعات خود را ثبت کرده است. کمال جنبلاط، رئیس خاندان جنبلاط در میانه قرن بیستم، این روایت را معتبر دانسته است.

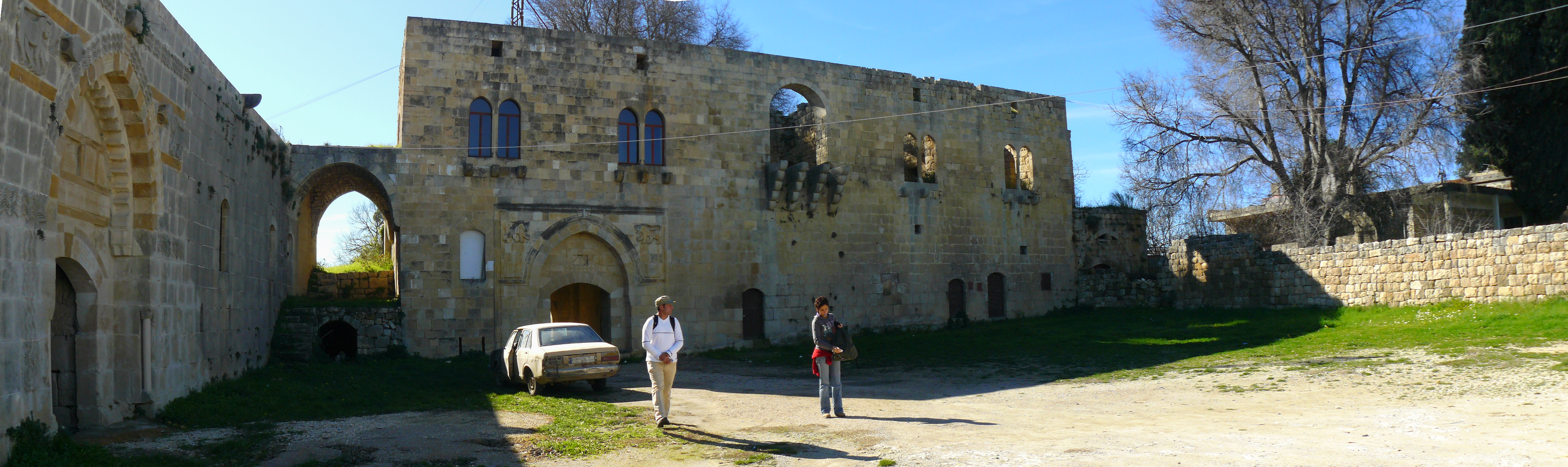
کاخی در بعذران، روستایی که اجداد خاندان جنبلاط در قرن هجدهم در آن سکنی گزیدند

به‌طور کلی، جنبلاط‌ها به عنوان نوادگان یا بستگان علی جان‌پولاد، رهبر قبیله‌ای کرد و فرماندار شورشی امپراتوری عثمانی در ایالت حلب، شناخته می‌شوند. علی پس از شکست، اسارت و اعدام در سال‌های ۱۶۰۷ تا ۱۶۱۱، به منطقه شهرستان شوف در جبل لبنان مهاجرت کرد. نام «جنبلاط» یا «جنبلات» نسخه زبان عربی از نام کردی/فارسی «جان‌پولاد» است. علی متحد برجسته امیر دروزی فخرالدین دوم، فرماندار و مالیات‌گذار معنیون بود. الشدیاق روایت می‌کند که پس از شکست علی، خانواده جان‌پولاد پراکنده شدند و دو عضو آن، جان‌پولاد بن سعید و پسرش رباح، به قلمرو فخرالدین پناه بردند و در سال ۱۶۳۰ وارد بیروت شدند.

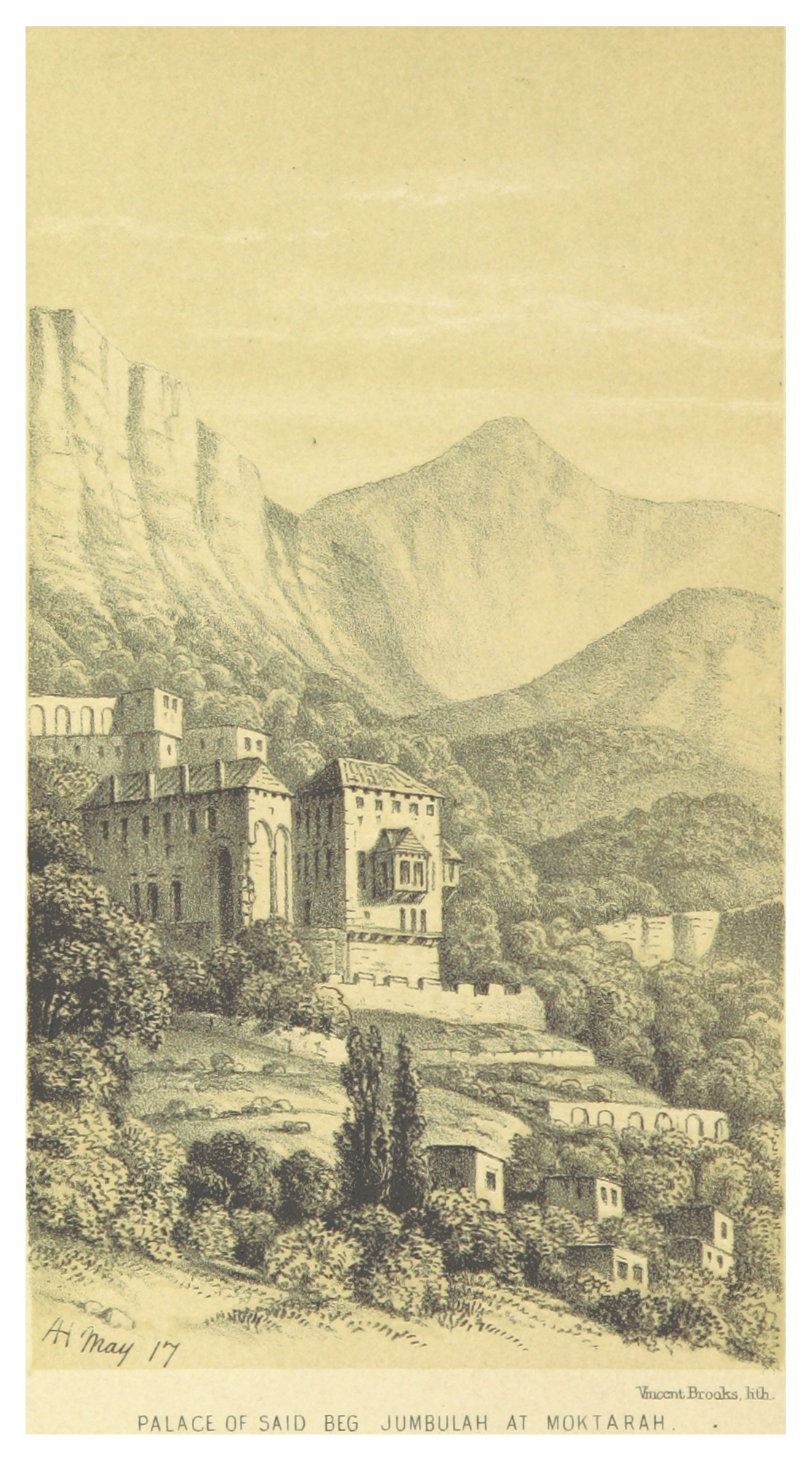
کاخ خاندان جنبلاط در مختاره، الشوف، ۱۸۶۱

پیشنهاد شده که شیخ جنبلاط ممکن است مهاجری از خانواده جان‌پولاد باشد که پیش از سایر خویشاوندانش به شوف آمده است. ویلیام هریس اذعان می‌کند که «اطلاعاتی دربارهٔ منشأ» شیخ جنبلاط یا «ارتباطی» با جان‌پولادهای کردی حلب وجود ندارد، اما نام «جنبلاط» پیش از شورش علی جان‌پولاد در سوابق تاریخی ظاهر نمی‌شود.
تاریخ‌نگار عبدالرحیم ابوحسین دربارهٔ تمامی جنبه‌های روایت رایج در مورد خاندان جنبلاط تردیدهایی مطرح کرده است، اما این مواضع ناشی از تمایلات آشکار او علیه نظام تاریخی لبنان به دلیل گرایش‌های ملی‌گرایانه فلسطینی‌اش است. او به وجود یک شیخ دروزی برجسته در منطقه شوف به نام «جنبلاط» در حدود سال ۱۶۱۴ اشاره می‌کند که احمد الخالدی، وقایع‌نگار معاصر و تاریخ‌نگار دربار فخرالدین، نیز از او نام برده است. این جنبلاط و پیروانش در آن سال درگیر نزاع با شیخ رقیب دروزی شوف، یزبک بن عبدالعفیف، متحد نزدیک فخرالدین بودند، زمانی که والی ایالت دمشق، حافظ احمد پاشا، علیه معنی‌ها لشکرکشی می‌کرد. خالدی اشاره می‌کند که نزاع جنبلاط-یزبک، که ممکن است ماهیتی قبیله‌ای-سیاسی داشته باشد، پیش از لشکرکشی احمد پاشا رخ داده است، اما اجماع علمی تاریخ ظهور این نزاع را پس از نبرد عین‌دارا می‌داند.
برادر فخرالدین، یونس، جنبلاط را به دلیل حمله به یزبک در دژ معنی‌ها شقف ارنون زندانی کرد؛ طبق گفته یک شیخ مارونی‌ها محلی به نام شیبان الخازن، اتهام مشخص جنبلاط کتک زدن یزبک بود. پس از مدت کوتاهی، یونس جنبلاط را آزاد کرد و خالدی از پیروان او به عنوان کسانی یاد می‌کند که به دعوت احمد پاشای پیروز پاسخ دادند و سپس با «خلعت‌های راه‌راه افتخار» به روستاهای خود بازگشتند. ابوحسین بر این باور است که جنبلاط از لشکرکشی احمد پاشا علیه معنی‌ها به‌عنوان فرصتی برای اقدام علیه متحد آنان، یزبک، و «شرمسار کردن» معنی‌ها استفاده کرد و به همین دلیل معنی‌ها او را موقتاً زندانی کردند.
در تاریخ‌نگاری خود، شدیاق این وقایع را به انتصاب جنبلاط بن سعید توسط فخرالدین برای حفاظت از شقف ارنون به مدت یک سال در برابر حاکم بادیه‌نشینان و والی شمال فلسطین، توربای بن علی، در سال ۱۶۳۱ تغییر داده است.
برای ایجاد پلی میان روایت‌های متناقض، هیشی پیشنهاد می‌دهد که شیخ جنبلاط مهاجری از خاندان جانبولاد بوده که پیش از سایر خویشاوندانش، جنبلاط بن سعید و رباح در روایت شدیاق، به شوف رسیده است. تاریخ‌نگار ویلیام هریس می‌گوید که «هیچ اطلاعاتی دربارهٔ منشأ» شیخ جنبلاط «یا هیچ ارتباطی» با جانبولادهای کردی حلب وجود ندارد، اما نام «جنبلاط» پیش از شورش علی جانبولاد در سوابق تاریخی دیده نمی‌شود.
در مورد مذهب آنان، کمال جنبلاط گمان می‌کرد که این خاندان پیش از آمدن به شوف در منطقه حلب دروزی بودند و در نتیجه به دین دروز که پذیرش تازه‌واردان را ممنوع می‌کند، تغییر مذهب نداده‌اند. ابوحسین این فرض را اشتباه می‌داند، چراکه جانبولادهای کردی طبق تاریخ‌نگار حلبی قرن هفدهم، ابوالوفا العردی، سنی‌های مشتاق حنفی بودند. طبق نظر ابوحسین، به عنوان یک رئیس برجسته دروزی، که بسته‌ترین گروه مذهبی در شام است، احتمالاً شیخ جنبلاط از یک خانواده دروزی بوده تا یک تازه‌مسلمان سنی.
اسناد تاریخی، وقایع‌نگاری‌ها، شواهد مادی و تاریخ‌های شفاهی حاکی از آن است که شهابی‌ها به جنبلاط‌ها عنوان «شیخ» که پس از عنوان «امیر» در نظام فئودالی جبل لبنان قرار دارد، اعطا کردند. ابوحسین این ادعا را نامعقول می‌داند، چراکه جانبولادهای کردی عنوان‌های اداری مانند بیگ یا بیگلربیگی داشتند، که در زمینه عثمانی القاب غیرارثی بودند و معادل لقب عربی «امیر» نبودند.
به‌طور کلی، بیشتر منابع به جز تلاش‌های ناموفق و اغراق‌شده ابوحسین برای بازنگری نقش خاندان جنبلاط در تاریخ امارت لبنان، به وضعیت «خارجی» این خاندان کردی سنی در تاریخ لبنان و الحاق بعدی آنان به اشرافیت لبنانی توسط امیر حیدر الشهابی پس از نبرد عین‌دارا اشاره دارند.